# Stranded (film 1976)
Stranded è un film televisivo del 1976 diretto da Earl Bellamy.

## Trama
Il film, ambientato nel sud del Pacifico, segue le drammatiche vicende di un gruppo di passeggeri bloccati con il loro jet su un'isola deserta.

## Curiosità
Per il film sono state riutilizzate alcune sequenze del film Lost Flight (1970).